# Mikhaïl Terechtchenko
Pour les articles homonymes, voir Terechtchenko.
Mikhaïl Ivanovitch Terechtchenko (en russe : Михаил Иванович Терещенко ; en ukrainien : Михайло Іванович Терещенко), né le 18 mars 1886 (30 mars dans le calendrier grégorien) à Kiev et mort le 1er avril 1956  à Monaco, est un financier, grand propriétaire terrien ukrainien, propriétaire de plusieurs sucreries et qui a été ministre des Finances du Gouvernement provisoire du 17 mars 1917 au 4 mai 1917 puis ministre des Affaires étrangères de Russie du 5 mai 1917 au 25 octobre 1917.

## Biographie
Selon l'écrivain Nina Berberova Mikhaïl Terechtchenko était membre de la franc-maçonnerie, comme presque tous les membres du gouvernement provisoire russe de 1917.
Il est le grand-père du philosophe français Michel Terestchenko et du photographe Ivan Terestchenko.